# ماركوس باولو أغيار دي جيسوس
ماركوس باولو أغيار دي جيسوس هو لاعب كرة قدم برازيلي في مركز الهجوم، ولد في 4 أكتوبر 1983 في ساو باولو في البرازيل. لعب مع بيدفيست ويتس ونادي موجي ميريم.